# Čtvrť Saint-Jacques (Brusel)
Čtvrť Saint-Jacques v Bruselu (v holandštině Sint-Jacobswijk, tedy Svatojakubská čtvrť) je čtvrť v centru Bruselu, hlavním městě Belgie. Čtvrť se rozkládá se na ploše cca 14 ha za bruselskou radnicí, mezi čtvrtěmi Sablon, Marolles, Grand-Place (Ilot Sacré) a Dansaert. Tvoří ji třicet náměstí, ulic a slepých uliček, z nichž mnohé jsou pěší.

## Historie
Čtvrť Saint-Jacques má více než tisíciletou historii a její historie se prolíná s počátky města Brusel. Čtvrť se téměř celá nachází uvnitř prvního bruselského opevnění, jehož velká část je stále viditelná v rue de Villers, stejně jako věž (tour de Villers nebo věž Saint-Jacques). Čtvrť má své jméno podle hospice sv. Jakuba (Hospice Saint-Jacques) ze 14. století, který vítal poutníky na cestě do Santiaga de Compostela. Na místě někdejšího hospice, v rue du Marché au Charbon, se v současnosti nachází kostel Bon Secours ze 17. století. Bronzové mušle zasazené do dlažby na několik místech připomínají poutní cestu.

### Současnost
Čtvrť Saint-Jacques je známa sochou Čurající chlapeček (Manneken Pis), nejznámějšího ketje v Bruselu. Najdete zde také sochu Madame Chapeau, která je barevnou postavou bruselského folklóru. Na náměstí Place de la Vieille Halle aux Blés stojí socha Velkého Jacquese (Grand Jacques = Jacques Brel).
Čtvrť Saint-Jacques, původně vesnice v srdci města, sdružuje obyvatele, obchodníky, řemeslníky, umělce, tvůrce, studenty a návštěvníky. Je to také místo setkávání komunity LGBTQIA+.
Nenajdete zde obchody velkých řetězců, ale spíše malé krámky a unikátní butiky, ve kterých vás často přivítá majitel. Usadilo se tam mnoho řemeslníků: čokoládník, sériograf, houslaři, cukrář, kloboučník, nožíř, parukář, módní návrháři atd. Čtvrť Saint-Jacques je velmi živá a má silnou identitu, vydává vlastní (týdenní) noviny a koná se zde každoroční festival Jacqueries.